# Rheinstraße (Bremerhaven)
Die Rheinstraße ist eine zentrale Erschließungsstraße in Bremerhaven, Stadtteil Geestemünde (Nord). Sie führt überwiegend in Süd-Nord-Richtung von der Schillerstraße und Bismarckstraße bis zur Elbestraße und Stresemannstraße. Dabei teilt sich die Straße am Ende auf (Richtung Nord und Richtung West).
Die Querstraßen und die Anschlussstraßen wurden benannt nach Friedrich Schiller, Otto von Bismarck, dem Holzhafen Geestemünde (früher Hafenstraße), den Karolingern, Friedrich Ebert, dem Bürgermeister (1889/99) von Geestemünde Hermann Bleßmann, Wolfgang Amadeus Mozart, der Elbe und 1929 und 1945 nach dem Reichskanzler und Außenminister Gustav Stresemann.

## Geschichte
Die Rheinstraße wurde benannt nach dem 1232,7 km langen Rhein, dem größten Strom in Deutschland. Sie wurde früher als Leher Chaussee bezeichnet, die zur Gemeinde Lehe führte.

### Entwicklung
Ab 1845 wurde Geestemünde durch das Königreich Hannover als Hafenstadt angelegt, mit einem Straßenraster, zu dem auch später die Rheinstraße gehörte. 1875 wurde die Christuskirche Bremerhaven-Geestemünde eingeweiht, 1877 entstand der Holzhafen Geestemünde und 1902 das Elektrizitätswerk an der Straße. 1924 fand die Vereinigung von Lehe und Geestemünde zu Wesermünde statt und 1939 kam Alt-Bremerhaven (heute Mitte) hinzu. 1934 war ein Großbrand im Holzhafen; er verlor seinen Zweck und wurde um zwei Drittel verkleinert. 1938/39 wurde eine vierspurige Betonstraße von der Rheinstraße bis zur Melchior-Schwoon-Straße ausgebaut.

### Verkehr
Im Nahverkehr von BremerhavenBus tangiert die Straße an der Bismarckstraße die Linien 503, 504, 505, 506, 507, 508, 509, 510, 514 und HL zum Hauptbahnhof; in den Wochenendnächten zusätzlich der Moon-Liner (ML) sowie an der Stresemannstraße die 503 und 507.

## Gebäude und Anlagen

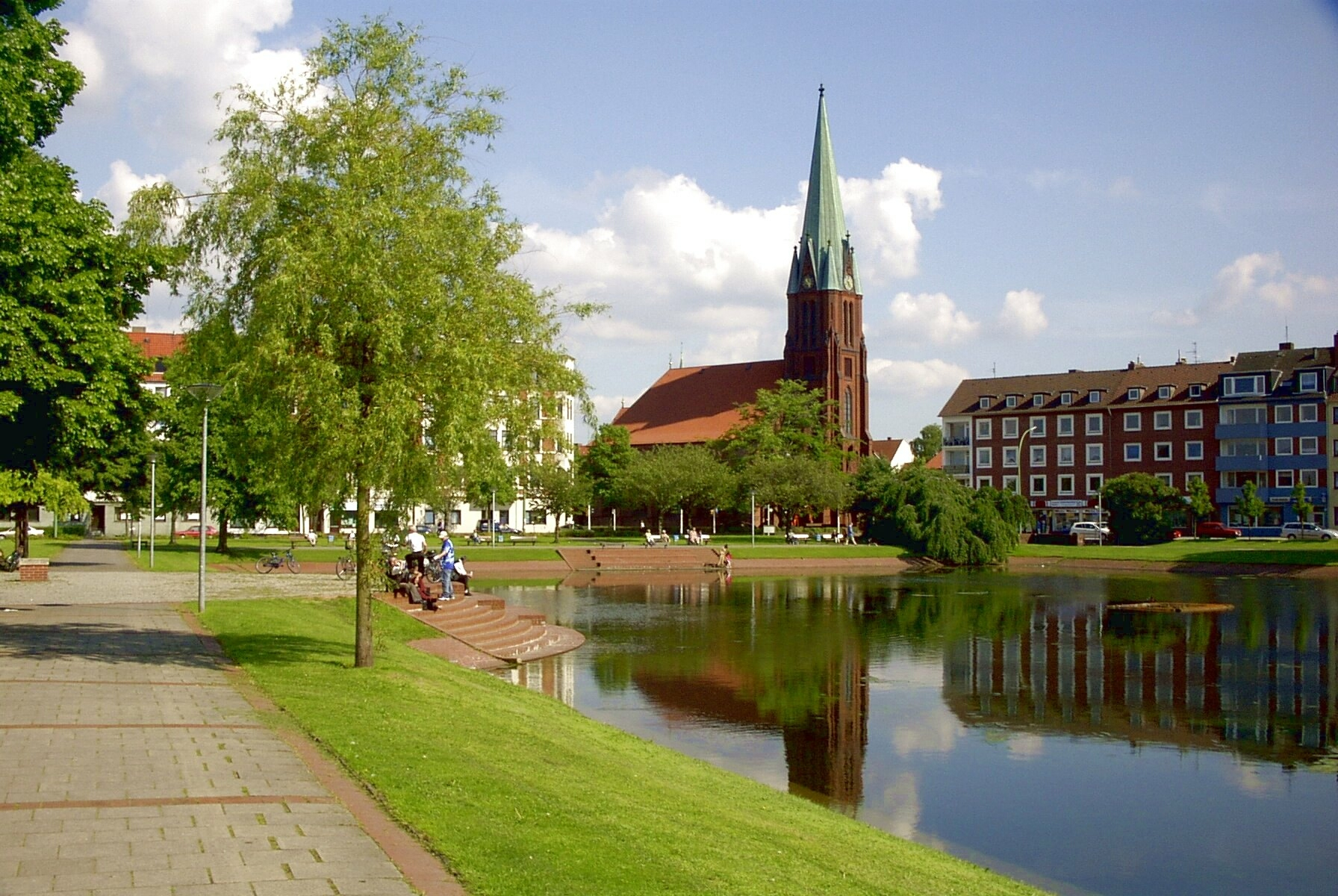
Holzhafen, Christuskirche und links die Rheinstraße

Die Straße hat überwiegend eine drei- bis sechsgeschossige Bebauung.
- Der Holzhafen mit Grünanlage
- Nr. 2–6: 4-gesch. Wohn- und Geschäftshäuser von um 1900
- Nr. 16:  3-gesch. neueres Wohn- und Geschäftshaus mit Restaurant Westfälischer Hof
- Nr. 20 bis 26 und 44: Fünf 2- und 3-gesch. ältere Giebelhäuser
- Nr. 17/23: 5-gesch. Wohnhaus mit Staffelgeschoss von 2019 mit 39 Wohnungen nach Plänen von Ingrid Spengler und Manfred Wiescholek, Hamburg
- Um Nr. 29: Frühere Elektro-Werke von 1902
- Nr. 31: 3-gesch. Wohn- und Geschäftshaus von um 1900
- Nr. 33 Ecke Karolingerstraße: 5-gesch. neueres Wohn- und Geschäftshaus mit Lehrinstitut für Orthographie und Schreibtechnik (LOS)
- Nr. 35: 4-gesch. Wohn- und Geschäftshaus von um 1900
- Friedrich-Ebert-Straße Nr. 10: 3-gesch. mehrflügelige, rotsteinverblendete, denkmalgeschützte Wilhelm-Raabe-Schule von 1908 im Reformstil nach Plänen vom Stadtbaumeister Karl von Zobel; seit 2011 Oberschule der Klassen 5–10:[1]
- Nr. 67: 1- und 2-gesch. neuere Neuapostolische Kirche Bremerhaven
- Nr. 82/84 und Bleßmannstraße: 6- bis 8-gesch. Wohnanlage aus den 1970/80er Jahren in L-Form
  - Hier befand sich die kriegszerstörte Apostolische Kirche
- Nr. 86/94 und Mozartstraße: 3- bis 7-gesch. Wohnanlage aus den 1970/80er Jahren in L-Form
- Zwischen Mozart- und Stresemannstraße: Gewerbegebiet im Osten
- Nr. 109: 1-gesch. Gebäude von 1963 mit Stadtjugendring Bremerhaven und dem Haus der Jugend sowie der Jugendbücherei; davor Grünanlage
- Zwischen Rhein- und Elbestraße Nr. 114/116: 13- bis 14-gesch. Wohnhochhausanlage